# Озёрский район (Московская область)
Озёрский район — упразднённая административно-территориальная единица (район) и бывшее муниципальное образование (муниципальный район) на юго-востоке Московской области России.
Образован в 1929 году. Прекратил своё существование в 2015 году: преобразован в город областного подчинения Озёры  с административной территорией, а Озёрский муниципальный район преобразован в городской округ Озёры с упразднением всех ранее входивших в него поселений.
Административный центр — город Озёры.

## География
Озёрский район располагался на левом берегу реки Оки в 135 километрах к юго-востоку от Москвы и к моменту упразднения занимал площадь 549,06 км². Граничил со Ступинским, Каширским, Зарайским, Луховицким и Коломенским районами.

## История
Ростиславль-Рязанский, находившийся на берегу Оки, недалеко от современного села Сосновка, был основан в 1153 году князем Ростиславом Ярославичем Муромским. В 1342 году князь Ярослав Александрович перенёс столицу Рязанского княжества из Переяславля-Рязанского в Ростиславль-Рязанский. 1 июня 1408 года на реке Смядве состоялась междоусобная битва, в которой войско московского великого князя Василия I, выступившее в поддержку рязанского князя Фёдора Ольговича, потерпело поражение от занявшего рязанский престол Ивана Владимировича Пронского.
Озёрский район был образован согласно постановлению ВЦИК от 12 июля 1929 года и включён в Коломенский округ Московской области. В его состав вошли территории Горской волости, а также части Акатьевской, Бояркинской, Куртинской и Суковской волостей бывшего Коломенского уезда Московской губернии и часть Зарайской волости Зарайского уезда Рязанской губернии — всего 26 административно-территориальных единиц: город Озёры, ставший его административным центром, и 25 сельских советов:
- из Акатьевской волости: Белоколодезный
- из Бояркинской волости: Больше-Уваровский, Бояркинский, Ледовский, Стояньевский, Якшинский
- из Горской волости: Болотовский, Горский, Каменский, Марковский
- из Зарайской волости: Клишинский, Полурядниковский, Протасовский, Сенницкий, Сосновский, Старовский
- из Куртинской волости: Сафонтьевский, Сенькинский, Хочемский
- из Суковской волости: Батайковский, Комаровский, Мощаницкий, Речицкий, Суковский, Тарбушевский[7].

В 1930 году из Луховицкого района были переданы селения Бебихово и Трегубово и включены в Сосновский сельсовет.
9 февраля 1932 года был упразднён Болотовский с/с.
В 1934 году из Малинского района передан Каменский сельсовет и стал именоваться Каменский-2 (в ряде документов — Полукаменский сельсовет), а деревня Смедово, входившая в состав Редькинского сельсовета Каширского района, была передана Клишинскому сельсовету Озёрского района.
В 1937 году посёлок Болотово включён в черту города Озёры.
7 января 1939 года, в связи с изменением границы между Каширским и Озёрским районами, территории Хочемского и Батайковского сельсоветов были переданы из Озёрского района в Каширский, а Облезьевский и Редькинский сельсоветы из Каширского района в Озёрский. Одновременно упразднён Сенькинский с/с.
17 июля 1939 года были упразднены Больше-Уваровский, Каменский 1-й, Марковский, Протасовский, Речицкий, Сафонтьевский, Старовский, Стояньевский, Тарбушевский и Якшинский с/с. В результате в конце 1939 года в Озёрский район входили город Озёры, а также 14 сельсоветов: Белоколодезный, Бояркинский, Горский, Каменский-2, Клишинский, Комаровский, Ледовский, Мощаницкий, Облезьевский, Полурядниковский, Редькинский, Сенницкий, Сосновский и Суковский.
В начале 1950-х гг. проводилось укрупнение колхозов и совхозов, что потребовало привести границы сельсоветов в соответствие с новыми границами сельскохозяйственных предприятий, и к концу 1957 года количество сельсоветов сократилось до одиннадцати — были упразднены Каменский-2, Комаровский, Мощаницкий и Суковский с/с; образованы Алешковский и Речицкий с/с; Облезьевский с/с был переименован в Дулебинский, а Ледовский — в Боково-Акуловский. Позднее, 29 февраля 1956 года, Алешковский с/с был передан в подчинение городу Ступино.
Указом Президиума Верховного Совета РСФСР от 3 июня 1959 года Озёрский район был упразднён, а его территория включена в состав Коломенского района.
27 апреля 1969 года Озёрский район был воссоздан. В его состав вошли город Озёры и сельсоветы Бояркинский, Горский, Дулебинский, Клишинский, Редькинский, Сенницкий, Сосновский и Тарбушевский. В 1970 году были полностью восстановлены его прежние границы.
В 1978 году деревня Ряденки была включена в черту деревни Полуряденки Сенницкого сельсовета. В 1988 году ликвидированы и сняты с учёта посёлок Уваровский Большой и деревни Сафонтьево и Гомзяково.
Согласно постановлению Московской областной думы о местном самоуправлении в Московской области в 1994 году сельсоветы как административно-территориальные единицы были преобразованы в сельские округа.
В начале 2005 года в состав Озёрского района входили город Озёры и 8 сельских округов: Бояркинский, Горский, Дулебинский, Клишинский, Редькинский, Сенницкий, Сосновский и Тарбушевский.
Законом Московской области от 18 марта 2015 года № 30/2015-ОЗ Озёрский муниципальный район и входившие в его состав сельское поселение Бояркинское, сельское поселение Клишинское и городское поселение Озёры были преобразованы в городской округ Озёры с переходным периодом до 1 января 2016 года.
Постановлением губернатора Московской области от 13 апреля 2015 года № 128-ПГ, были упразднены территориальные единицы Озёрского района — сельское поселение Бояркинское и сельское поселение Клишинское. Населённые пункты, входившие в их состав, административно подчинили городу Озёры, который отнесли к категории городов областного подчинения Московской области, Озёрский район как административно-территориальная единица был упразднён. Вследствие этого была упразднена административно-территориальная единица Московской области — Озёрский район Московской области.

## Население
| 1931    | 1939    | 1970    | 1979    | 1989    | 2002    | 2006    |
| ------- | ------- | ------- | ------- | ------- | ------- | ------- |
| 35 066  | ↗42 117 | ↘13 093 | ↘11 759 | ↗11 783 | ↗35 623 | ↗38 353 |
| 2009    | 2010    | 2011    | 2012    | 2013    | 2014    | 2015    |
| ↘35 640 | ↗35 752 | ↗35 817 | →35 817 | ↘35 773 | ↗35 832 | ↗36 177 |

### Урбанизация
В городских условиях (город Озёры) на момент упразднения в 2015 году проживали 65,86 % населения района.

## Административно-территориальное и муниципальное устройство
Озёрский район с 1994 до 2006 года включал 1 город районного подчинения и 8 сельских округов:
| №        | Административно- территориальная единица (2002) | Административный центр | Количество населённых пунктов | Население АТЕ (2002) чел. |
| -------- | ----------------------------------------------- | ---------------------- | ----------------------------- | ------------------------- |
| 1e-06    | город районного подчинения                      |                        |                               |                           |
| 1        | Озёры                                           | г. Озёры               | 1                             | 25704                     |
| 1.000002 | сельский округ                                  |                        |                               |                           |
| 2        | Бояркинский                                     | село Бояркино          | 13                            | 1283                      |
| 3        | Горский                                         | село Горы              | 10                            | 1842                      |
| 4        | Дулебинский                                     | деревня Облезьево      | 5                             | 143                       |
| 5        | Клишинский                                      | село Клишино           | 7                             | 1349                      |
| 6        | Редькинский                                     | село Редькино          | 4                             | 915                       |
| 7        | Сенницкий                                       | село Полурядинки       | 9                             | 1164                      |
| 8        | Сосновский                                      | село Сосновка          | 2                             | 398                       |
| 9        | Тарбушевский                                    | деревня Тарбушево      | 9                             | 2825                      |

С 2006 до 2015 гг. муниципальный район делился на 3 муниципальных образования, в том числе 1 городское и 2 сельских поселения:
| №        | Муниципальное образование | Административный центр | Количество населённых пунктов | Население (чел.) | Площадь (км²) |
| -------- | ------------------------- | ---------------------- | ----------------------------- | ---------------- | ------------- |
| 1e-06    | Городское поселение:      |                        |                               |                  |               |
| 1        | Озёры                     | город Озёры            | 6                             | 28 897           | 47,16         |
| 1.000002 | Сельское поселение:       |                        |                               |                  |               |
| 2        | Бояркинское               | село Бояркино          | 27                            | 3170             | 295,00        |
| 3        | Клишинское                | село Клишино           | 27                            | 4110             | 206,90        |

### Населённые пункты
На момент упразднения в Озёрский район входили 60 населённых пунктов.

## Общая карта
Легенда карты:
|  | Более 25 000 жителей |
|  | 1000—3000 жителей    |
|  | 500—1000 жителей     |
|  | 200—500 жителей      |
|  | Менее 200 жителей    |

## Местное самоуправление
Главы администрации района
- Вячеслав Михайлович Сосенков — глава администрации района с начала 1990 по январь 1999 года.
- Владислав Владимирович Сащихин — глава администрации района с 3 января 1999 года (был убит 31 марта 2002 года[28]).
- Василий Олегович Касьянов — глава администрации района с 22 сентября 2002 года (досрочно подал в отставку по собственному желанию).
- Анатолий Юрьевич Почукаев — глава администрации района с 13 февраля 2005 по 1 марта 2009 года.
- Сергей Борисович Козлов — глава района с 03 марта 2009 года (задержан якобы при получении взятки 15 июля 2009[29] оправдан коллегией присяжных единогласно 5 сентября 2011 года[30]).
- Зиатдинова Людмила Дмитриевна — временно исполняла обязанности главы администрации района по решению Совета депутатов, так как в отношении действующего главы было возбуждено уголовное дело и велось следствие.
- Сергей Борисович Козлов — вернулся к исполнению обязанностей главы администрации Озёрского района с мая 2012 года. Досрочно подал в отставку по собственному желанию 13 мая 2014 года после критики Губернатора Московской области.
- Лебедев Денис Юрьевич — По решению Совета депутатов Озёрского муниципального района являлся временно исполняющим обязанности главы Озёрского муниципального района с 13 мая 2014 года. На состоявшихся 13 июля 2014 года досрочных выборах был избран Главой Озёрского района, собрав 88,7 % голосов избирателей[31].